# Chrisma

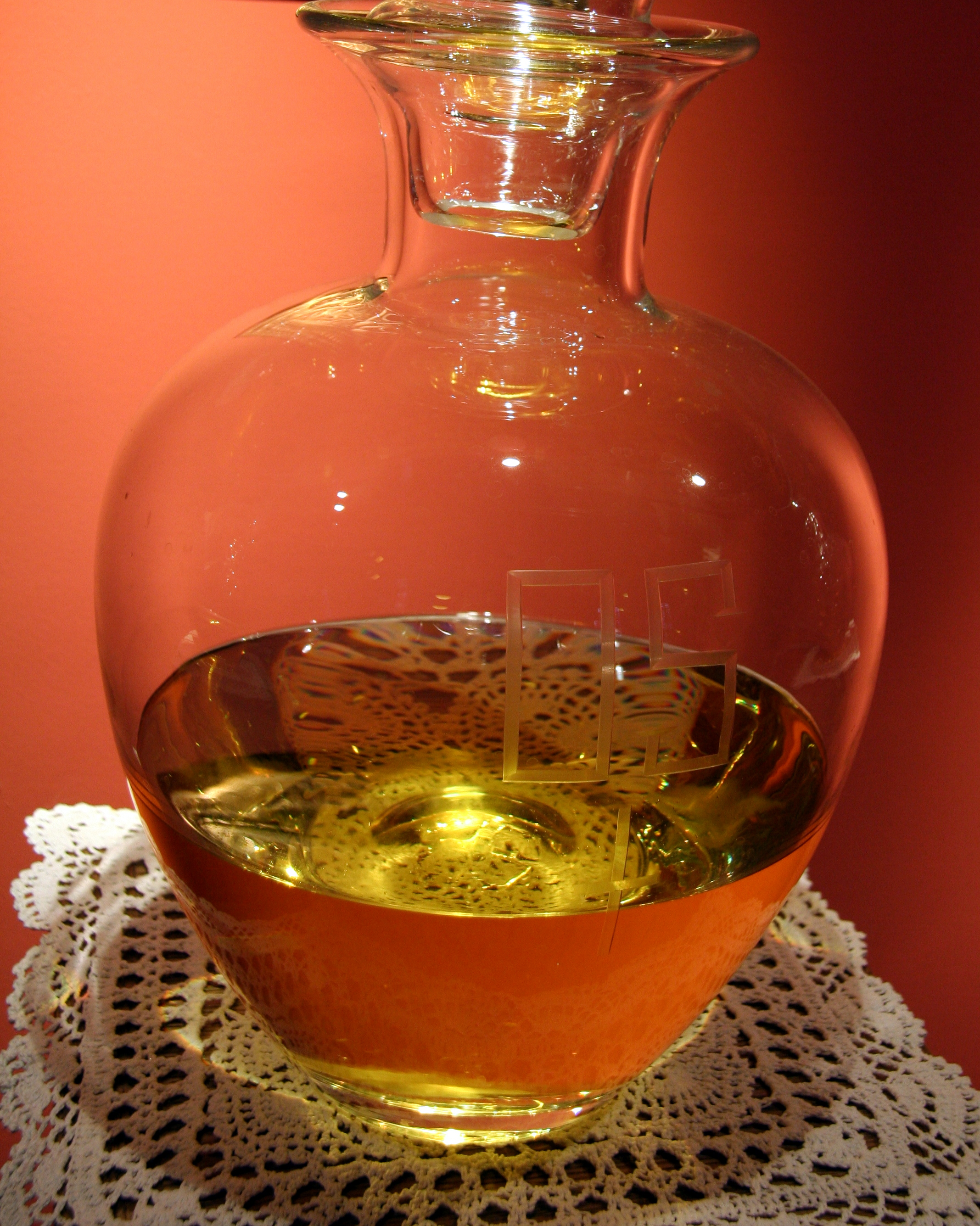
Chrisma in de kathedraal van het Heilig Hart in Winona, Minnesota. In de chrismale is OS geëtst (Olea Sancta)

Chrisma is een mengsel van olijfolie en balsem en is in de Katholieke Kerk een van de drie heilige oliën. In de Orthodoxe Kerk wordt het Myron genoemd.
Het heilig chrisma wordt gebruikt
- bij de christelijke initiatiesacramenten van doopsel en vormsel,
- bij de priester- en bisschopswijding en
- bij kerk- en altaarwijding.

Het wordt in de ochtend van Witte Donderdag door de bisschop plechtig gewijd tijdens de chrismamis. Tijdens deze mis worden ook de twee andere heilige oliën (catechumenenolie en ziekenolie) gezegend.
Het chrisma wordt bewaard in een chrismale.